# Comuna Gornja Vrba, Slavonski Brod-Posavina
Gornja Vrba este o comună în cantonul Slavonski Brod-Posavina, Croația, având o populație de 2.512 locuitori (2011).

## Demografie
Componența etnică a comunei Gornja Vrba
     Croați (98,61%)
     Necunoscut (0,04%)
     Neclasificat (1,31%)
Componența confesională a comunei Gornja Vrba
     Catolici (98,25%)
     Necunoscută (0,36%)
     Alte religii (1,39%)
Conform recensământului din 2011, comuna Gornja Vrba avea 2.512 locuitori. Din punct de vedere etnic, majoritatea locuitorilor (98,61%) erau croați. Apartenența etnică nu este cunoscută în cazul a 0,04% din locuitori. Din punct de vedere confesional, majoritatea locuitorilor (98,25%) erau catolici. Pentru 0,36% din locuitori nu este cunoscută apartenența confesională.